# Вугровидні
Вугровидні (Anguilloidei) — підряд риб ряду Вугреподібних (Anguilliformes). Об'єднує 3 родини:
- Anguillidae (Вугрові)
- Nemichthyidae
- Serrivomeridae

Їхня спорідненість підтверджується молекулярними дослідженнями та морфологічними даними.
В минулому до складу вугровидних традиційно включали також родини Chlopsidae, Heterenchelyidae, Moringuidae, Muraenidae (Муренові), Myrocongridae, але тепер вони належать до інших підрозділів вугроподібних.